# Utrennie poezda
Utrennie poezda (Утренние поезда) è un film del 1963 diretto da Frunze Dovlatjan e Lev Solomonovič Mirskij.